# Catantops unimaculata
Catantops unimaculata is een rechtvleugelig insect uit de familie veldsprinkhanen (Acrididae). De wetenschappelijke naam van deze soort is voor het eerst geldig gepubliceerd in 2002 door Mahmood, Yousuf & Khaliq.